# Marpissa insignis
Marpissa insignis là một loài nhện trong họ Salticidae.
Loài này thuộc chi Marpissa. Marpissa insignis được Butt & Beg miêu tả năm 2000.